# بول إف. هوفمان
بول إف. هوفمان (بالفرنسية: Paul F. Hoffman)‏ (و. 1941  م) هو جيولوجي كندي، ولد في تورونتو، هو عضوٌ في الأكاديمية الوطنية للعلوم، والأكاديمية الأمريكية للفنون والعلوم.

## التعليم
تعلم في جامعة ماكماستر، وجامعة جونز هوبكينز.

## جوائز
حصل على جوائز منها:
- Penrose Medal [الإنجليزية]‏ (2011)[8]
- ميدالية والتر هرمان بوتشر [الإنجليزية]‏ (2010)
- ميدالية ولاستون (2009)
- Alfred Wegener Medal  [لغات أخرى]‏ (2001)
- ميدالية لوغان [الإنجليزية]‏ (1992)
- R. J. W. Douglas Medal [الإنجليزية]‏ (1991)
- W. W. Hutchison Medal [الإنجليزية]‏ (1974)
- ضابط وسام كندا
- زمالة الجمعية الملكية الكندية.